# Jens Petersen
Pas d'image ? Cliquez ici
Jens Petersen, né le 21 avril 1963 à Meerbusch est un pilote automobile allemand.

## Biographie
Il roule pour la première fois sur le circuit de la Sarthe en 2011 lors des essais préliminaires.
En 2012, il participe aux 6 Heures de Spa à bord de l'Oreca 03 de Boutsen Ginion Racing,. Il participe aux 24 Heures du Mans la même année.
En 2015, il participe à une manche du championnat VdeV : les 6 Heures de Motorland Aragon sur une Norma de l'écurie Palmyr. Il termine sur le podium des 12 Heures du Castellet. En parallèle, il participe à l'une des courses du championnat European Le Mans Series dans la catégorie LMP3,.